# Tetramorium tylinum
Tetramorium tylinum är en myrart som beskrevs av Bolton 1977. Tetramorium tylinum ingår i släktet Tetramorium och familjen myror. Inga underarter finns listade i Catalogue of Life.